# Сало (Италия)
Сало́ (итал. и ломб. Salò, лат. (Pagus) Salodium, Сало) — коммуна в Италии, располагается в провинции Брешиа области Ломбардия. Расположен на западном побережье озера Гарда.
Население составляет 10316 человек (2008 г.), плотность населения — 347 чел./км². Занимает площадь 29 км². Почтовый индекс — 25087. Телефонный код — 0365.
Покровителем населённого пункта является святой Владимир. Праздник города — 30 ноября.

## История
В 1943—1945 гг. был местом заседаний правительства Итальянской социальной республики во главе с Муссолини. Официальной столицей по конституции ИСР был Рим.

## Демография
Динамика населения:

## Администрация коммуны
- Официальный сайт: http://www.comune.salo.bs.it/

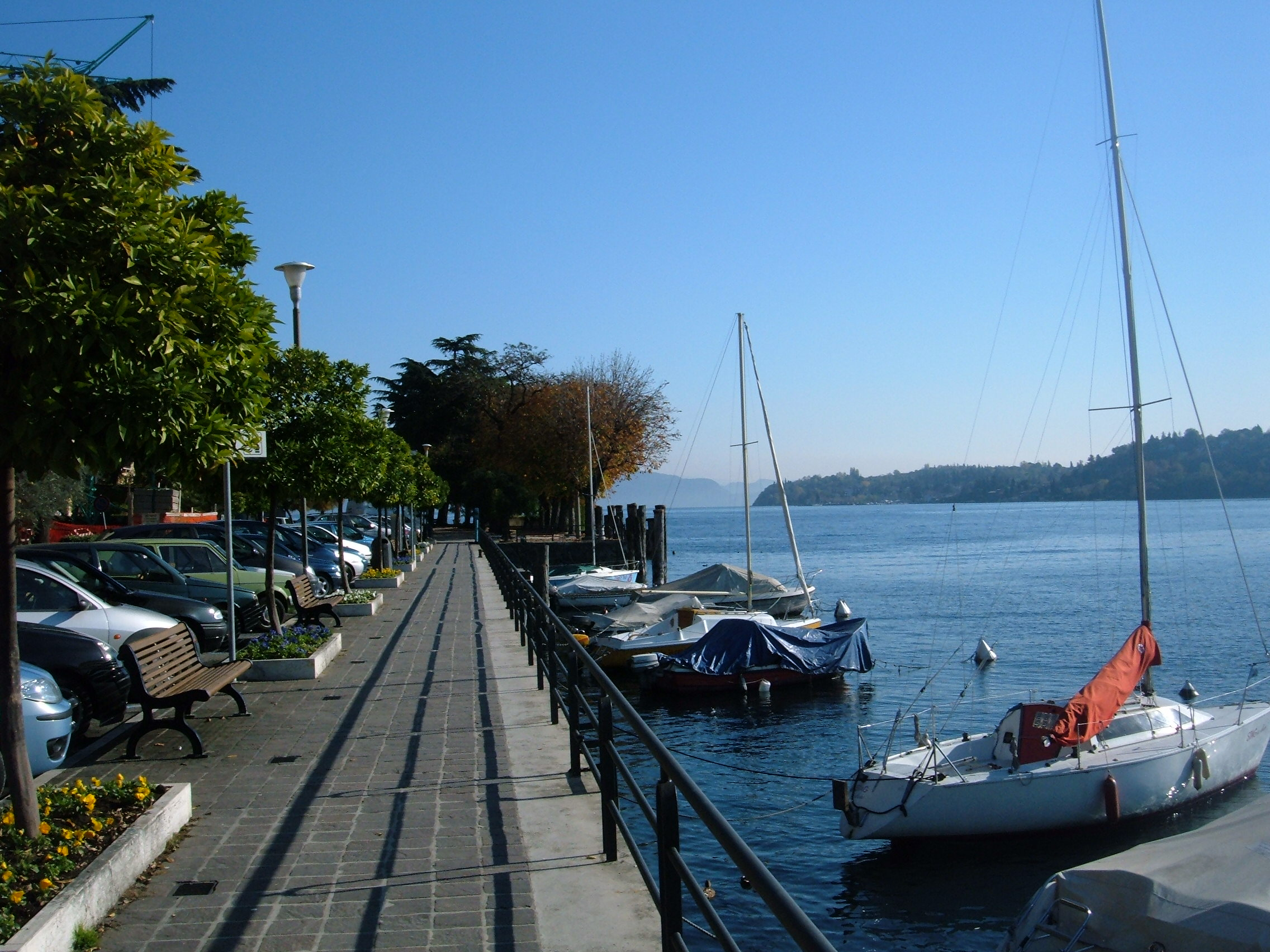
Вид на берег озера Гарда